# Photoshop tennis

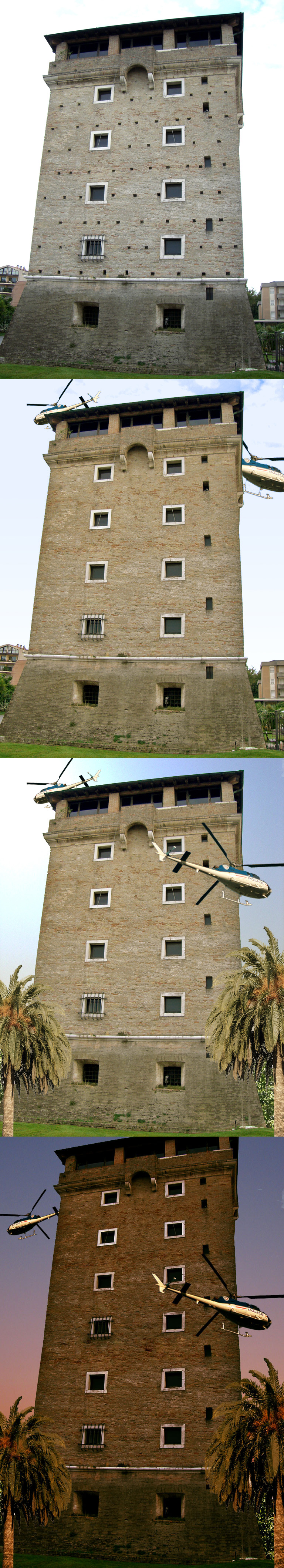
Esempio di Photoshop tennis

Il Photoshop tennis è un'attività competitiva sviluppatasi su Internet che prevede l'utilizzo di un programma di computer grafica raster, come ad esempio Adobe Photoshop. Solitamente è un gioco per due persone, nonostante sia possibile in teoria la partecipazione di un più vasto numero di giocatori.
I giocatori scelgono un'immagine iniziale, che poi un giocatore altera in qualche modo, con il programma di grafica che preferisce. Poi il giocatore invia l'immagine modificata all'altro (via email oppure in altro modo), che a sua volta modifica l'immagine così ottenuta e la spedisce al mittente. Il processo continua per un numero di round stabilito in precedenza. A gioco finito il lavoro può essere o meno valutato da un giudice al di fuori del gioco che stabilisce il vincitore.
A volte possono essere aggiunte delle limitazioni alla sfida, come ad esempio l'attenersi ad una specifica tematica, l'utilizzare uno specifico programma oppure l'usare come risorsa solo un certo tipo di immagini.